# Општи грађански законик
Општи грађански законик је аустријска кодификација грађанског права. Законик је ступио на снагу 1811. године у тадашњем аустријском царству и дан-данас је важеће право у Аустрији. Назив општи је добио зато што је важећи за све, без обзира на њихов статус у друштву, а грађански зато што уређује односе између грађана.

## Историја и развој
Законик има своје корене у просветљенству. Марија Терезија је још 1753. основала комисију које је радила на кодификацији грађанског права. Резултату те комисије су Codex Theresianus из 1766, Јозефински законик из 1787 и Западногалицијски грађански законик из 1798. Кључне особе које су водиле ове пројекте су Карл Антон фон Мартини до његове смрти 1780. и његов наследник Франц фон Цајлер. Општи грађански законик се пре свега угледа на Римско право, под мањим утицајем канонског права и германског обичајног права, и природно право, схватања да право мора бити правично и да је право само по себи урођени део човека. Код схватања природног права се ОГЗ пре свега разликује од других великих кодифкација као што су Наполеонов законик и Немачки грађански законик.
Од свом двовековном трајању доживео је бројне новеле. Најзначајније су оне из 1914, 1915 и 1916. такозване „ратне новеле”.

## Структура
Уређен је у § 1502 (1503 после новеле из 2013-те) члана. Организован је слично као Наполеонов законик исто угледајући се на Гајеве институције, у чему се разликује од Немачког грађанског законика, и то:
- Увод - уопште о грађанско праву и законику - од § 1 до § 14
- Први део законика „О личним правима“ - статусно и породично право - од § 15 до § 284
- Други део законика „О стварним правима” - стварно и наследно и лична права на ствари облигационо право - од § 285 до § 1341
- Трећи део законика представљају одредбе заједничке за лична права и права на ствари - од § 1342 до § 1513

## Утицај
Када је издат законик је важио је за цело Аустријско царство. По реорганизовању државе наставио је да важи у аустријском делу док је у угарском добио улогу секундарног права које се користило само ако мађарско обичајно право није било задовољавајуће. После превог светског рата одржао се у деловима Пољске, Чехословачке и Југославије − пре свега на територији данашње Словенија, тадашње Дравске бановине и Далмације. Јован Хаџић се пре свега водио општим грађанским закоником када је писао Српски грађански законик. Иако је Закон о неважности правних прописа из 1946. прогласио све бивше прописе неважећим неке одредбе из ОГЗ-а су наставиле да се користе, ако нису наспротовале новом револуционарном уређењу, све до увођења новом Закона о облигационим односима 1978.
Остао је важеће право у Аустрији и Лихтенштајну.
За разлику од својих „савременика” Наполеоновог законика и Немачког грађанског законика Аустријски грађански законика није оставио такав глобалан утицај као претходна два, његовој утицај је остао пре свега локалан задржавајући се на саму територију Аустријског царства и Балкан. Ипак његов утицај је био значајан на југословенско право и остаје видљив у правним редовима бивших југословенских република.

## Слољашње везе
- Актуелни текст законика на аустријском правно-информационом систему (на језику: немачки)
- Зборник радова - Аустријски грађански законик, Тузла 2014.
- О динамици и ефектима закодонавног рада, Др Душан Николић, Правни факултет у Новом Саду.
- Српски грађански законик из (1844) и правни транспланти - копија Аустријског узора или више од тога? (стр. 13-45, Др Сима Аврамовић) Архивирано на веб-сајту  (25. јул 2020), Српски грађански законик - 170 година, Правни факултет Универзитета у Београду 2014.
- Старија верзија законика (на језику: хрватски)